# 塞利謝 (茲韋尼霍羅德卡區)
49°19′37″N 31°8′47″E / 49.32694°N 31.14639°E
塞利谢（烏克蘭語：Селище）是位於烏克蘭中部的村莊，由切爾卡瑟州裡茲韋尼霍羅德卡區的塞利谢市镇負責管轄，並為該市鎮的行政中心。該村處於巴昆卡河畔，海拔高度141米。